# United Australia Party
Le parti United Australia (The United Australia Party, UAP) était un parti politique australien qui fut le successeur en 1931 du Parti nationaliste d'Australie (the Nationalist Party of Australia) et qui fut remplacé en 1945 par le Parti libéral d'Australie (the Liberal Party of Australia).
Il fut créé après que Joseph Lyons et James Fenton, deux ministres travaillistes, et trois autres parlementaires de l'aile droite du parti travailliste eurent quitté leur parti en désaccord avec la politique économique que menaient le gouvernement de James Scullin et son ministre des Finances, Ted Theodore, pour répondre à la Grande Dépression. L'opposition nationaliste conduite par John Latham, les cinq députés dissidents du parti travailliste et trois députés conservateurs indépendants dont l'ancien Premier Ministre Billy Hughes se regroupèrent pour former un nouveau parti l'UAP sous la direction de Joseph Lyons pour s'opposer à la politique du Parti travailliste. 
La devise du parti était « All for Australia and the Empire » et il proposa une politique économique déflationniste traditionnelle pour sortir de la crise. Bien que ce parti s'adressât en priorité aux classes moyennes et cadres, la présence d'anciens membres du parti travailliste permit de donner du nouveau parti une image de dépassement des clivages politiques.